# Lola Flores
María Dolores „Lola” Flores Ruiz ismertebb nevén Lola Flores (Jerez de la Frontera, 1923.január 21 - Alcobendas, 1995. május 16.) egy spanyol színésznő, énekesnő és bailaora volt.

## Élete
Lola Floreszt már gyerekkora óta érdekelt az előadóművészet, 16 évesen kezdődött el művészi pályája, amikor szülővárosában, Jerez de la Fronterában a Luces de España műsorban táncolt.. Nem sokkal később felfedezte tehetségét Fernando Mignoni rendező, ezt követően Lola Madridba költözött a zenével és a színészettel foglalkozzon.
Első szerepe az 1940-es Maringala című filmben volt. Áttörő sikerére 1943-ban került sor. Ekkor kapta meg élete első főszerepét Manolo Caracol oldalán, a Zambra című színházi musicalban, ahol Rafael de León, Manuel López-Quiroga Miquel és Antonio Quintero zeneszerzők által írt dalokat adta elő. Ezek flamenco, copla, rumba és ranchera stílusú dalok voltak, közülük a legimsertebbé a   "La Zarzamora" és "La Niña de Fuego" (A tűzről pattant leány) dalok lettek.
1951-ben 5 filmre szóló szerződést írt alá Spanyolország legnagyobb filmgyárával a Suevia Filmsszel, amely addig leghosszabb szerződés volt amit egy spanyol előadóművésszel kötöttek. Olyan filmekkel vált ismertté, mint a La Niña de la Venta (1951), ¡Ay, Pena, Penita, Pena! (1953), La Danza de los Deseos (1954) és az  El Balcón de la Luna (1962) című filmek. A filmekből két dal "A Tu Vera" (A te oldaladon) és az "¡Ay, Pena, Penita, Pena!" (Jaj, a bánat, kicsi bánat, bánat) című dalok váltak Lola zenei pályájának legismertebb dalaivá.
1956-ban Los Tres Amores de Lola (Lola három szerelme) című filmben a főszerepet alakította és amivel beírta magát a Mexikói mozi aranykorának történetébe.
Ekkor kapta Lola a La Faraona (A fáraónő) becenvet. Élete során több mint 35 filmben szerepelt, amikben főleg az andalúz népművészet volt ábrázolva. 
Bailaoraként számos lemezt adott ki, amikkel Európában és Latin-Amerikában turnézott.
Erős személyiségével, határozott imázsa, szakmai sikereivel és vitatott magánéletével spanyol kulturális popikonná vált. Gyakran úgy hivatkoznak rá, mint "az Andalúz kultúra legnagyobb exportőre". 2007-ben Lola, la película címen önéletrajzi film készült Lola Floreszről.
1995-ben 72 évesen hunyt el Alcobendászban mellrák miatt.

## Filmográfia (válogatás)
- 1940: Martingala
- 1948: Embrujo
- 1952: La Estrella de Sierra Morena
- 1955: La Faraona
- 1958: María de la O
- 1962: El Balcón de la Luna
- 1968: Una señora estupenda
- 1973: Casa Flora
- 1983: Truhanes
- 1992: Sevillanas

## Diszkográfia
- 1954: Canciónes de mi España
- 1957: Olé
- 1958: The Toast of Spain
- 1959: La Fabulosa Lola Flores
- 1963: La Faraona
- 1967: Recita Poemas de Rafael de León
- 1980: Diferente Lola
- 1982: Mi Mundial 82
- 1990: Homenaje
- 1993: Con Sabor a Lolas